# Battlefield V
Battlefield V es un videojuego de disparos y acción bélica en primera persona desarrollado por EA Digital Illusions CE y distribuido por Electronic Arts. El videojuego fue lanzado el 20 de noviembre de 2018 en las plataformas PlayStation 4, Xbox One y Microsoft Windows. Es el décimo sexto juego de la serie Battlefield y el tercer título de la serie que se ambienta en la Segunda Guerra Mundial después de que su precursor, Battlefield 1 (2016), fuese ambientado en la Primera Guerra Mundial.
La recepción previa al lanzamiento del juego fue mixta, con el anuncio del tráiler que causó reacciones violentas por parte de los fanáticos de la serie por el grado de inexactitud histórica y la inclusión de mujeres soldados. Tras su lanzamiento, Battlefield V recibió críticas generalmente favorables de los críticos, siendo elogiado por su jugabilidad pero criticado por la escasez de contenido inicial y la falta de innovación.
A pesar de eso, el 9 de junio de 2020 recibió su última actualización, en donde se añadieron más elementos realistas al juego, como por ejemplo los uniformes alemanes y británicos se ven más de acuerdo a la época a diferencia de versiones anteriores, también añadieron personajes más realistas (como generales y soldados de infantería alemana y americana, oficiales de la Luftwaffe y la USAAF, entre otros), armas, vehículos, mapas, etc. Esto generó una reacción positiva por parte de la comunidad e incluso se realizó una campaña para que los desarrolladores continuarán añadiendo contenido al juego.

## Sistema de juego
Battlefield V se enfoca ampliamente en las características y mecanismos basados en partidos, la escasez de recursos y la eliminación de "abstracciones" de la mecánica del juego para aumentar el realismo. También hay un enfoque ampliado en la personalización de jugadores a través del nuevo sistema de la compañía, donde los jugadores pueden crear múltiples personajes con diversas opciones de accesorios y armas. Los artículos accesorios y la moneda usada para comprar otros se obtienen al completar los objetivos del juego.

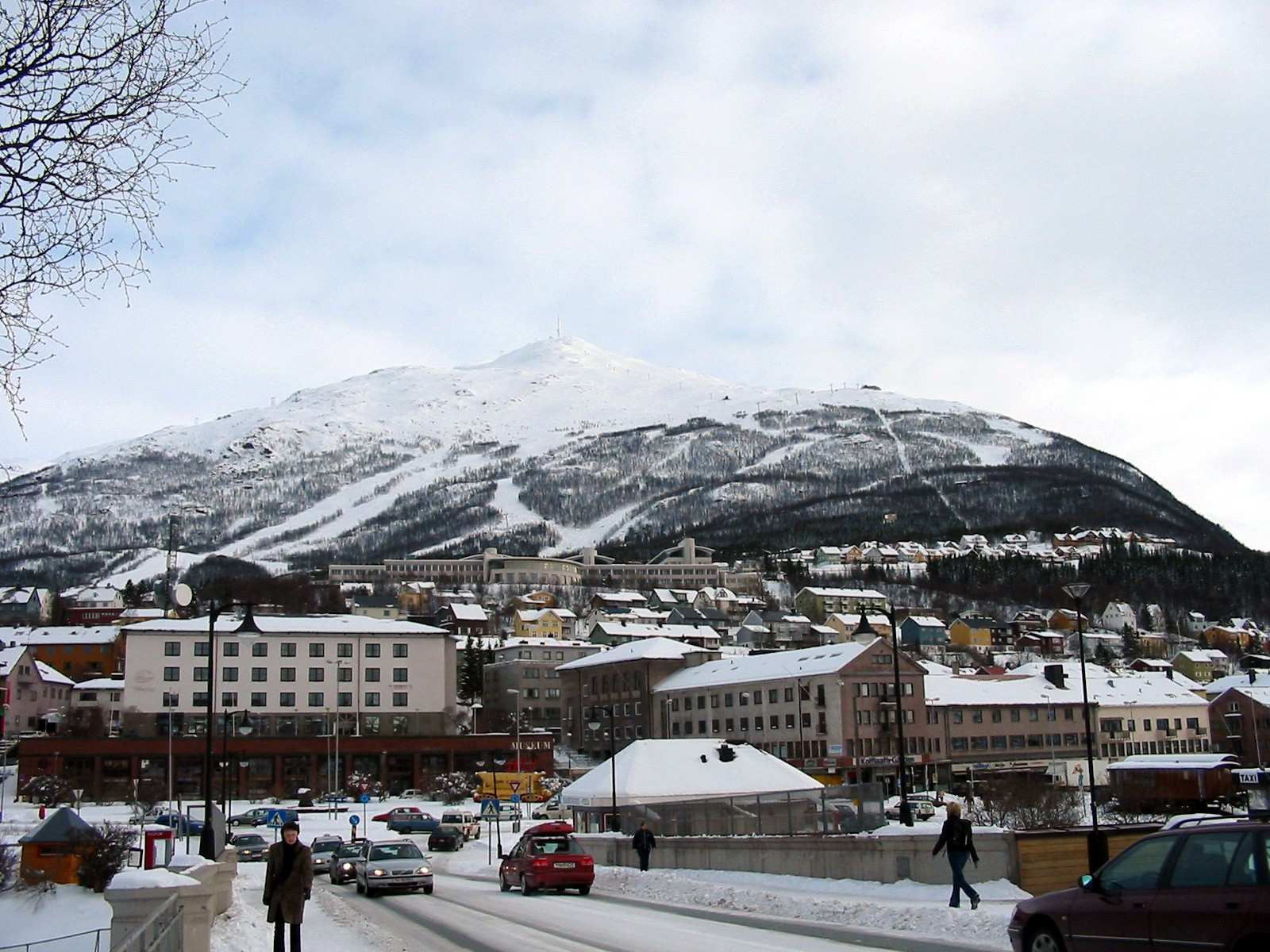
"Narvik" es uno de los mapas multijugador de Battlefield V.

El juego cuenta con varios modos nuevos multijugador, incluyendo el modo de campaña continuo "Vientos de guerra", "Tormenta de fuego" y "Grandes operaciones". El modo "Grandes operaciones" es una expansión del modo "Operaciones" presentado en Battlefield 1, que se centra en los partidos que tienen lugar en múltiples etapas para simular una campaña de la guerra. En "Grandes operaciones", cada ronda tendrá objetivos específicos, y el rendimiento en cada etapa influirá en la siguiente. Los juegos culminarán con una "Cabalgata final", en la que los jugadores solo usarán un arma primaria con munición limitada, y no volverán a aparecer. De forma similar a Battlefield 1, el juego contará con una colección de "historias de guerra" para un jugador basadas en aspectos de la Segunda Guerra Mundial. El juego también presenta un modo cooperativo que no se ve desde Battlefield 3 llamado "Combined Arms", donde cuatro jugadores pueden llevar a cabo misiones juntos y presenta misiones y objetivos dinámicos para que las misiones no se puedan jugar de la misma manera cada vez. "Combined Arms" fue lanzado después del estreno. El modo battle royale se construirá alrededor de los "pilares centrales de destrucción, juego en equipo y vehículos" de la franquicia. El nombre "Tormenta de fuego" se deriva de una tormenta de fuego literal que envuelve a jugadores similares a la mecánica del juego Battle Royale de restringir el área de juego. Además, EA DICE no está desarrollando este modo de juego en particular, sino que ha sido subcontratado a Criterion Games y presenta el mapa más grande creado por la franquicia hasta la fecha. Se puede jugar con 64 jugadores, que se dividen en hasta 16 escuadrones con un enfoque en el trabajo en equipo.

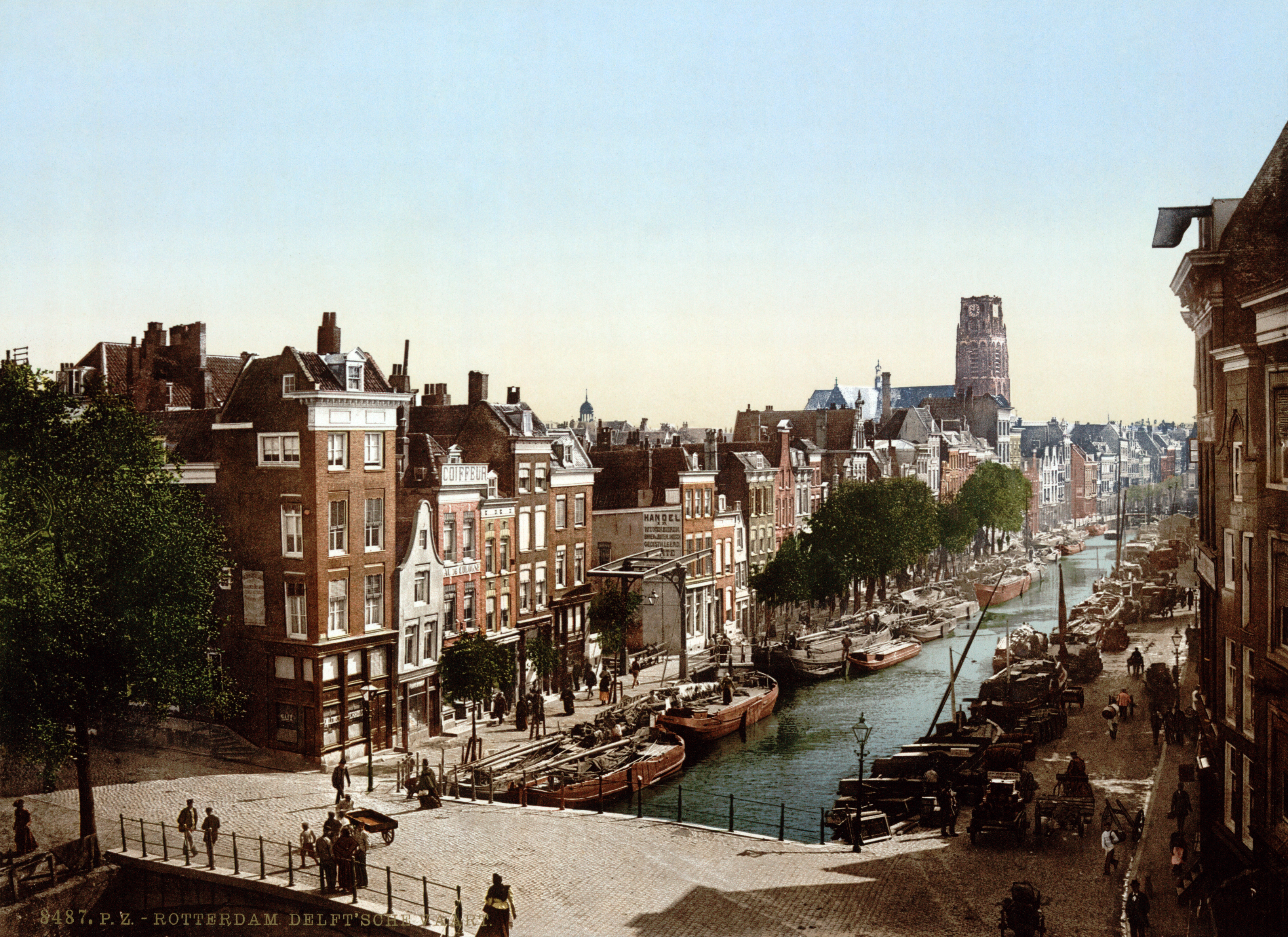
"Rotterdam" es uno de los mapas multijugador de Battlefield V.

El modo multijugador de Battlefield V incluye catorce mapas: "Hamada", "Arrás", "Aeródromo", "Acero retorcido", "Rotterdam", "Devastación", "Narvik, "Fjell 652", "Panzerstorm", "Mercurio", "Marita" , "Al-Sundan" , "Provenza" , "Islas Lofoten" , "Operación Bajo Tierra" , Tormenta del Pacífico, Iwo Jima e Isla Wake, con los ocho primeros incluidos de forma original en el juego.

### Clases y armamento
En el videojuego aparecen las siguientes clases y armas basadas en las reales:
- Asalto: StG 44, Sturmgewehr 1-5, M1907 SF, Selbstlader 1916, Gewehr 43, Carabina M1A1, Ribeyrolles 1918, Ag m/42, SMLE Turner, MAS 44, Gewehr 1-5, Karabin 1938M, Breda M1935 PG, Carabina M2 y M1 Garand
- Médico: Sten, Suomi KP/-31, EMP, MP40, ZK-383, Commando Carbine, MP28, MP34, M28 con Tromboncino, Carabina de la jungla (Nivel 10 de vientos de guerra), M1928A1, Tipo 100, Nambu Tipo 2A y Subfusil M3
- Apoyo: KE7, Ametralladora Bren, FG-42, Ametralladora Lewis, MG 34, M30 Drilling, 12g automática, M1897, VGO, Ametralladora M1922, LS/26, S2-200, Ametralladora Madsen, M1919A6, MG 42, BAR M1918A2, Tipo 97, Modelo 37 y Ametralladora ligera Tipo 11
- Reconocimiento: Lee-Enfield No. 4 Mk l, Modelo 8, Selbstlader 1906, Gewehr M95/30, ZH-29, Krag-Jörgensen, RSC, Kar98k, Fusil AT Boys, Ross MkIII, Carabina P08, Carabina M1917 de Trinchera, Arisaka Tipo 99 y Panzerbüchse 39
- Pistolas: M1911, Walther P38, Luger P08, Revolver MkVI, FP-45 Liberator, Pistola Ruby, Repetierpistole M1912, Nambu Tipo 94 (Nivel 23 de vientos de guerra) y Smith & Wesson Model 27 (Nivel 30 de vientos de guerra)

- Accesorios:
- Asalto:

PIAT, Panzerfaust, Panzerschreck, Fusil Lanzagranadas, Dinamita Adhesiva, Fliegerfaust, Mina antitanque, Mina Lunge y Bazooka M1A1
- Médico:

Bolsa de vendas, Caja de medicinas, Fusil Lanzagranadas de Humo, Mina AP y Jeringuilla
- Apoyo:

Bolsa de munición, Caja de munición, Pistola Lanzagranadas Antitanque, Mina antitanque, Mina AP y Mina Lunge
- Reconocimiento:

Radiofaro de regeneración, Señuelo de francotirador, Mina AP, Pistola de bengalas y Binoculares
- Vehículos:
- Blenheim Mk IF
- Blenheim MkI
- Corsair F4U-1A
- Corsair F4U-1C
- Mosquito FB MkVI
- Mosquito MkII
- Spitfire MK VA
- Spitfire MK Vb
- Bf 109 G-2
- Bf 109 G-6
- Ju 88A
- Ju 88C
- Stuka B-1
- Stuka B-2
- Zero A6M2
- Zero A6M5
- Churchill Mk
VII
- Valentine Archer
- Valentine Mk VIII
- Valentine AA Mk I
- M4 Sherman
- T17E1 Staghound
- Flakpanzer IV
- Panzer 38(t)
- Panzer IV
- Tiger I
- Sturmgeschütz IV
- Volkswagen Kübelwagen
- Kettenkrad
- Tipo 97 Chi-Ha
- Universal Carrier

- Refuerzos:
- Bidón de suministros (2450 puntos)
- Bombardeo de humo (7450 puntos)
- Semioruga GMC T48 AT (9850 puntos)
- Pakwagen Sd.Kfz. 251 (9850 puntos)
- Artillería del sector (17750 puntos)
- Sturmtiger (20750 puntos)
- Churchill Crocodile (20750 puntos)
- Cohete V-1 (41500 puntos)
- Cohete JB-2 (41500 puntos)

## Argumento
Al igual que en Battlefield 1, la campaña para un jugador se divide en historias de guerra, tres de las cuales están disponibles en el lanzamiento: "Nordlys" tiene lugar desde el punto de vista de una luchadora de la resistencia noruega que participa en el sabotaje del programa nuclear alemán, "Tirailleur" cuenta la historia de un tirallieur senegalés durante la Operación Dragoon, y "Sin bandera" pone al jugador en la piel de Billy Bridger, un ladrón de bancos convicto y experto en explosivos reclutado en el Special Boat Service para participar en la Operación Albumen. Una cuarta campaña, "El último tigre", fue lanzada el 5 de diciembre de 2018, que representa las luchas de una tripulación del tanque Tiger I alemán durante la Bolsa del Ruhr en los últimos días de la guerra.

### "Sin bandera"
Billy Bridger, un ladrón de bancos convicto, se ofrece como voluntario para unirse al ejército británico con el fin de evitar el tiempo en la cárcel, y es asignado como experto en demoliciones a un equipo del Special Boat Service dirigido por Mason. Billy y Mason se infiltran en la isla de Creta para sabotear aeródromos alemanes. Sin embargo, las cosas no salen según lo planeado en el primer aeródromo cuando una de las bombas de Billy no puede detonar, lo que lo obliga a tomar un arma antiaérea para destruir el avión final. Mason es herido durante la lucha, lo que obligó a Billy a infiltrarse solo en el segundo campo de aviación. Billy puede destruir los objetivos, pero se desvía a un búnker cercano para recolectar suministros médicos para Mason, y usa la radio allí para llamar al HMS Sussex para la evacuación. Después de destruir las estaciones de radar de la base, Billy regresa para informar a Mason. Sin embargo, Mason está furioso cuando se entera de que Billy llamó por radio para pedir ayuda, ya que alertaría a los alemanes a su ubicación exacta. Una fuerza masiva alemana comienza a perseguirlos y se ven obligados a esconderse en algunas ruinas. Billy comienza a expresar dudas sobre su propia competencia y sus posibilidades de supervivencia. Mason le confía a Billy que lo eligió para ser voluntario de la unidad porque sus muchos intentos de robar bancos lo mostraron como un "abogado", una persona que no se rinde fácilmente. Inspirado, Billy lucha junto a Mason en una última batalla. Se las arreglan para mantener a raya a las fuerzas alemanas el tiempo suficiente para que lleguen los refuerzos británicos, y los alemanes son posteriormente expulsados. Como consecuencia, Billy y Mason tienen un nuevo respeto mutuo cuando se dirigen a su próxima misión.

### "Nordlys"
En Rjukjan, Noruega, una unidad de comando británica muere intentando infiltrarse en una instalación ocupada por los alemanes y Astrid, el luchador de la resistencia noruega que los asiste, es capturado. Mientras tanto, la hija de Astrid, Solveig Fia Bjørnstad, se abre camino en la instalación para rescatarla. Sin embargo, Astrid se niega a irse, insistiendo en que la instalación debe ser destruida primero, ya que está produciendo agua pesada para la investigación de armas nucleares de Alemania. La pareja logra sabotear las instalaciones, pero gran parte del agua pesada es evacuada en un camión. Intentan perseguir, pero están acorralados en un puente por las fuerzas alemanas. Confiando a Solveig con la misión de destruir el agua pesada, Astrid la empuja fuera del puente para evitar que sea capturada. Sobreviviendo la caída, Solveig continúa la misión, persigue los camiones y los destruye a todos. Desafortunadamente, los alemanes ya han cargado a Astrid y parte del agua pesada a bordo de un submarino, y Solveig no puede abordarla. Astrid roba una granada y la usa para destruir el submarino y el agua pesada, sacrificándose en el proceso. No queda claro si Solveig sobrevivió a la explosión o no.

### "Tirailleur"
Después de los desembarcos aliados en Normandía, los soldados senegaleses son enviados para ayudar a liberar a Francia de la ocupación alemana. Uno de estos soldados es el joven recluta Deme, que se encuentra con su hermano mayor Idrissa al llegar a Francia. Sin embargo, Deme experimenta rápidamente la discriminación del ejército francés, ya que los senegaleses están bloqueados para luchar en la línea del frente y, en su lugar, están asignados para realizar tareas de poca importancia, como llenar bolsas de arena. Finalmente, a los senegaleses se les permite participar en un asalto en una posición alemana fuertemente fortificada, moviéndose para destruir un conjunto de armas antiaéreas que defienden el área. Los senegaleses son emboscados en el camino hacia su objetivo, pero son capaces de capturar y mantener un punto fuerte alemán. Idrissa se resiste a seguir adelante ya que sus comandantes están muertos y no tienen apoyo, pero Deme está decidido a seguir presionando a las armas antiaéreas para ganar el reconocimiento del ejército francés, y convence al resto de la unidad para que las siga él. Ellos tienen éxito en destruir las armas antiaéreas, pero sufren grandes bajas en el proceso. Además, un soldado alemán herido se jacta de que serán rodeados y destruidos en el inevitable contraataque. Idrissa considera retirarse, pero Deme insiste en que hagan lo que los alemanes no esperan: atacar directamente al cuartel general alemán. Se las arreglan para irrumpir en la sede, pero son emboscados por un tanque Tiger I. Idrissa se sacrifica para destruir al Tiger, para gran sorpresa de Deme. A pesar de que la unidad de Deme tomó el cuartel general, su participación en la operación está cubierta y olvidada. En el presente, un anciano Deme relata su historia y declara que no importa lo que suceda, nada puede borrar lo que él y sus compañeros habían hecho.

### "El último tiger"
En la primavera de 1945, el comandante del Tiger I, Peter Müller, y su tripulación del tanque participan en la defensa del Rin-Ruhr contra las fuerzas estadounidenses invasoras, con órdenes del Alto Mando de que todos los soldados alemanes deben luchar hasta la muerte. Después de sobrevivir a una serie de enfrentamientos pesados, el Tiger se ve obligado a protegerse de los bombarderos Aliados. A instancias de Schröder, el joven artillero y fanáticamente fanático de la tripulación, Müller tiene al joven cargador Hartmann explorando las ruinas para pasar por allí. Una gran columna de tanques estadounidenses aparece de repente, obligando a la tripulación a dejar atrás a Hartmann. El Tiger recibe órdenes de reagruparse en la catedral con otras fuerzas alemanas restantes para una defensa final; en el camino, descubren que Hartmann había sido ejecutado al lado de varios desertores acusados. Llegan a la catedral, solo para encontrarla abandonada y están rápidamente rodeados por el ejército estadounidense, que exige su rendición. Con nuevas órdenes para defender su posición, la tripulación lucha contra el enemigo antes de dirigirse al puente, que conduce a las líneas alemanas. El puente es destruido repentinamente por una serie de explosiones, y el Tiger está deshabilitado. Kertz, el veterano conductor de la tripulación, expresa su desilusión por la causa alemana y decide desertar a pesar de las súplicas de Müller; Kertz es asesinado a tiros por Schröder. Mientras Müller acuna el cadáver de su amigo, los soldados estadounidenses llegan y nuevamente exigen su rendición, pero el fanático Schröder continúa luchando. Müller descarta su medallón de la Cruz de Hierro y levanta sus brazos en señal de rendición, después de lo cual un enfurecido Schröder apunta su MP40 hacia él. La pantalla se pone en negro y se escucha un estallido de disparos.

## Desarrollo
El juego fue confirmado el 16 de mayo de 2018 por Electronic Arts. y DICE dio a conocer los primeros detalles oficiales sobre Battlefield V el 23 de mayo de 2018 en su primer tráiler, con más información que se dio a conocer durante la conferencia de prensa de EA Play cerca del E3 2018 en junio. DICE ha declarado que, a diferencia de Battlefield 1, no planea usar contenido descargable de pago o "caja de botín" (loot box) dentro de Battlefield V; se agregará nuevo contenido al juego para todos los jugadores a lo largo del tiempo (que, a su vez, progresará a través de las diferentes etapas de la Segunda Guerra Mundial), sin costo adicional. La decisión de excluir estas características se tomó después de la indignación por el sistema de loot box en Star Wars Battlefront II, otro título de EA DICE.
En agosto de 2018, EA y DICE anunciaron que el lanzamiento del videojuego, inicialmente previsto para el 19 de octubre, sería retrasado hasta el 20 de noviembre.
El 30 de mayo de 2019 EA lanzó el primer mapa adicional a los que formaban parte del videojuego. "Mercurio" es un mapa multijugador que se basa en la Operación Mercurio de 1941 que tiene lugar en Creta, durante la ocupación alemana de la isla. El 27 de junio llegó el mapa "Al Sundan", ambientado en el norte de África, y el 30 de julio "Marita", nuevamente basado en la batalla de Grecia. El 22 de agosto EA lanzó de forma conjunta los mapas "Provenza" e "Islas Lofoten". El primero se ubica en la batalla de Francia en 1943, en un pueblo ficticio, mientras que el segundo tiene influencias de la Operación Claymore de 1941.

## Recepción

### Prelanzamiento
El tráiler que sirvió como avance fue recibido con algunas críticas que señalaba la falta de precisión histórica y autenticidad del videojuego. En particular, se destacó el enfoque del tráiler en soldados de primera línea femeninos que sintieron que era un ejercicio de corrección política. Se observaron más quejas sobre el uso de ciertas armas, prótesis y arte corporal como muy poco comunes en ese período de tiempo. Sin embargo, otros que criticaron la reacción advirtieron que las mujeres participaron en la Segunda Guerra Mundial, destacando ejemplos de la vida real, y que los juegos anteriores en la serie de Battlefield no tienen una imagen completamente realista de la guerra. Algunos sugirieron que parte de la reacción se debió a la misoginia, más que a verdaderas preocupaciones sobre la precisión histórica. En respuesta a la protesta, el productor ejecutivo del juego, Aleksander Grøndal, escribió en Twitter que el equipo "siempre pondría la diversión por encima de lo auténtico". El gerente general de DICE, Oskar Gabrielson, también respondió en Twitter, diciendo que "la elección del jugador y los personajes jugables femeninos llegaron para quedarse... Nuestro compromiso como estudio es hacer todo lo posible para crear juegos inclusivos y diversos. Siempre nos propusimos empujar los límites y ofrecer experiencias inesperadas".

### Acogida de la crítica
Battlefield V recibió revisiones desde "generalmente favorables" hasta "mixtas o promedio", según el agregador de revisiones Metacritic. El también agregador GameRankings registró una media de revisiones de entre el 74 y el 79%, dependiendo de la plataforma del videojuego.
El sitio web IGN ofreció una calificación positiva de Battlefield V, pero señaló que "como un recluta novato, Battlefield V se presentó al combate, claramente, sin la preparación adecuada. Y una variedad de errores, características poco desarrolladas y pantallas de menú de marcador de posición le recuerdan eso en casi todos los turnos. Sin embargo, hay un gran potencial en bruto aquí que podría, con el tiempo y la suerte, convertirse en uno de los mejores de la serie". IGN destacó "los cambios audaces en el tradicional juego de armas de Battlefield, los recursos esenciales y la dinámica del equipo crean una base sólida". En el modo campaña de un solo jugador, "presenta tres viñetas cortas pero distintas que se centran extrañamente en el sigilo a pequeña escala en lugar de una guerra vehicular grandilocuente". Finalmente apuntó que "Battlefield V es un gran y adictivo shooter con algunas ideas inteligentes para mejorar el juego de armas y la dinámica del equipo, pero en el lanzamiento tiene demasiados problemas técnicos y agujeros en su contenido para sobresalir".
La revista Hobby Consolas destacó el motor gráfico Frostbite que "es, hoy por hoy, uno de los engines gráficos que mejor rendimiento ofrece en el género. No hay ningún shooter que luzca tanto como los juegos desarrollados por DICE, y en Battlefield 5 lo vuelve a demostrar". También valoró muy positivamente la ambientación y los mapas, donde "la belleza de los escenarios (con condiciones atmosféricas dinámicas) no tiene rival". La revista aseguró que "consigue, de un plumazo, borrar la polémica suscitada por el juego, y demostrar que ha tratado con respeto —y fidelidad— el conflicto más grande de todos los tiempos. Dejando muy claro que estamos ante uno de los mejores "shooter" bélicos de la generación". Sin embargo, considera "escaso de contenido en el lanzamiento (tan sólo 8 mapas para el multijugador y 3 historias de guerra), y algunas carencias en el arsenal" como aspectos a mejorar.
En la revisión 8/10 de GameInformer, escribieron: "En última instancia, Battlefield V se definirá por el éxito o el fracaso del modo cooperativo de armas combinadas pendiente, el modo real de batalla de «Tormenta de fuego», y si DICE puede proporcionar continuamente contenido nuevo y atractivo". GamesRadar+ le dio al juego 3.5 sobre 5 estrellas, elogiando el juego pero criticando al multijugador en línea, "no como un cambio tan drástico como su predecesor de la Primera Guerra Mundial, ni como salvaje ni maravilloso, el diseño deliberativo de Battlefield V deja a un lado sus fortalezas como un sandbox simulado".
The Times, en la crítica de Chris Bennion, ofreció una puntuación de 4/5 a Battlefield V. El analista señaló que "la guerra es el infierno y la guerra es muy divertida en el último título de Battlefield del estudio EA DICE. Inmersa en los teatros de la Segunda Guerra Mundial, la experiencia de jugar a este áspero shooter en primera persona es visceral, tensa e indecentemente entretenida. Es como si alguien viera la escena de apertura de Saving Private Ryan y pensara: «Sí, eso. Pero como en un videojuego». Bennion también echó en falta más contenido al resaltar que el juego "no solo se siente inacabado, está inacabado, con muchas características que se lanzarán en las actualizaciones en los próximos meses. Lo que está ahí, sin embargo, es una pasada".
En su revisión positiva, con 4/5, The Guardian aseguró que el videojuego es "bastante impresionante. La configuración de la Segunda Guerra Mundial de Battlefield V viene con armas y vehículos que son crucialmente más sofisticados y fáciles de manejar que los primeros instrumentos de la Primera Guerra Mundial en Battlefield 1. A diferencia de Call of Duty: Black Ops 4, Battlefield V sí tiene modo campaña para un jugador, presentada como una antología de Historias de guerra, diversas viñetas de algunos de los puestos más alejados de la guerra que a menudo tienen una agenda que destruye los mitos". El diario británico lamentó que "«Vientos de guerra», el servicio en vivo del juego, cuyo objetivo es hacer que te sientas parte de una ofensiva de larga evolución y en constante evolución, no llegará hasta principios de diciembre, y será hasta marzo cuando se agregue el modo de battle-royale «Tormenta de fuego». En esta era de parches constantes y expansiones regulares, es válido preguntarse si algunos juegos realmente se completarán, pero en el lanzamiento, se siente que Battlefield V está terminado al 70-80%".
La Vanguardia ofreció una revisión positiva del título y destacó que "Battlefield V vuelve a sobresalir con su ambicioso modo multijugador, pero adolece de una falta de contenido que debería solucionarse en los próximos meses". Por su parte, Meristation concluyó en un análisis con un 8,5/10 que Battlefield V es "una entrega madurada que pule varias de las aristas presentes dos años atrás. Un poco más de tiempo extra le hubiera venido genial para llegar el paquete completo. «Historias de guerra» nos ha dejado muy fríos, ha sido una oportunidad desaprovechada de seguir mejorando su apuesta iniciada en Battlefield 1. Por otro lado, el multijugador se encuentra equilibradísimo y por fin incluye varias mecánicas demandadas por la comunidad, como el recoil predictivo. Nunca antes Battlefield se había basado tanto en habilidad hasta el momento, la curva de aprendizaje está mucho más definida que antaño, sobre todo debido a los cambios en el sistema de salud y munición. Puede ser el inicio de un servicio en vivo brillante; de lo que estamos seguros es de estar ante una base esperanzadora".